# Ferenc Mohácsi
Ferenc Mohácsi (Budapest, 25 ottobre 1929 – Budapest, 30 aprile 2025) è stato un canoista ungherese.

## Biografia
Vinse una medaglia di bronzo alle Olimpiadi del 1956.

## Palmarès

### Olimpiadi
- 1 medaglia:
  - 1 bronzo (Melbourne 1956 nel C-2 1000 m)